# 斯科特鎮區 (明尼蘇達州史蒂文斯縣)
斯科特鎮區（英語：Scott Township）是位於美國明尼蘇達州史蒂文斯縣的一個行政鎮區。

## 地方資料
斯科特鎮區的面積為91.98平方千米，當中陸地面積為87.15平方千米，而水域面積為4.83平方千米。根據2020年美國人口普查的數據，當地共有人口117人，而人口密度為每平方千米1.27人。